# Costești (Hunedoara)
Costeşti (Húngaro: Kosztesd) es un pueblo del condado de Hunedoara, Transilvania, Rumania, cerca de la ciudad de Orăştie. Junto al pueblo, sobre una colina, se encuentra la fortaleza dacia de Costești-Blidaru, la primera en orden cronológico de una serie de obras defensivas imponentes, estratégicamente distribuidas a lo largo de la vertiente carpática, que fueron declaradas Patrimonio de la Humanidad por la Unesco en 1999.